# Glandora
Glandora, biljni rod iz porodice boražinovki sa 8 vrsta polugrmova i trajnica i zapadnog i središnjeg Sredozemlja.

## Opis
Rod je opisan 2008., a nastao je izdvajanjem nekih vrsta iz roda Lithodora. Tradicionalno, Lithodora se ranije sastojala od sedam vrsta i pet podvrsta rasprostranjenih po Sredozemnom bazenu. Nedavno je, na temelju molekularnih podataka, ovaj rod podijeljen na Glandora D.C. Thomas, Weigend & Hilger i Lithodora (Griseb.) D.C. Thomas, Weigend i Hilger (Thomas et al., 2008.). Sve vrste u ova dva roda su višegodišnji grmovi sa stilom dimorfnih cvjetova koji pokazuju različite stupnjeve uzajamnosti (Ferrero et al., 2009, 2011a). Biljke rastu uglavnom na stjenovitim vapnenačkim staništima i liticama, osim rasprostranjene glandore prostrate koja raste na kiselim tlima. Njihovo razdoblje cvatnje proteže se od veljače do srpnja, ovisno o vrsti i lokaciji. Kao i mnoge heterostilne biljke, ove vrste imaju aktinomorfne, cjevaste cvjetove koje oprašuju oprašivači s dugim jezikom (uglavnom solitarne pčele, muhe lebdilice i leptiri; Ferrero et al., 2011b). Životni vijek jednog cvijeta je 3-5 dana. Pelud se oslobađa od prvog dana nadalje, a nektar se obilno izlučuje na dnu jajnika u količini od 1,2-3,6 µL po cvijetu dnevno, ovisno o vrsti (Ferrero, 2011b). Studija je provedena koristeći šest populacija lociranih u Španjolskoj, Portugalu i Maroku, gdje se javlja većina cvjetne raznolikosti. Odabrana je jedna populacija svake vrste iz roda Glandora (osim G. rosmarinifolia, endemične za Italiju) i jednu vrstu iz roda Lithodora (L. fruticosa), čime je objašnjen veliki dio polimorfizma prisutnog u rodu Lithodora kakav je prije bio definirana (Ferrero et al., 2009, 2011a).

## Vrste
1. Glandora diffusa (Lag.) D.C.Thomas, Španjolska
2. Glandora gastonii (Benth.) L.Cecchi & Selvi, Francuska, Španjolska
3. Glandora goulandrisiorum (Rech.f.) L.Cecchi & Selvi, Grčka
4. Glandora moroccana (I.M.Johnst.) D.C.Thomas, Maroko; možda u Alžiru
5. Glandora nitida (Ern) D.C.Thomas, Španjolska
6. Glandora oleifolia (Lapeyr.) D.C.Thomas, Španjolska
7. Glandora prostrata (Loisel.) D.C.Thomas, Francuska, Španjolska, Portugal, Maroko
8. Glandora rosmarinifolia (Ten.) D.C.Thomas, Italija, Sicilija, Alžir.